# Santi Angeli Custodi

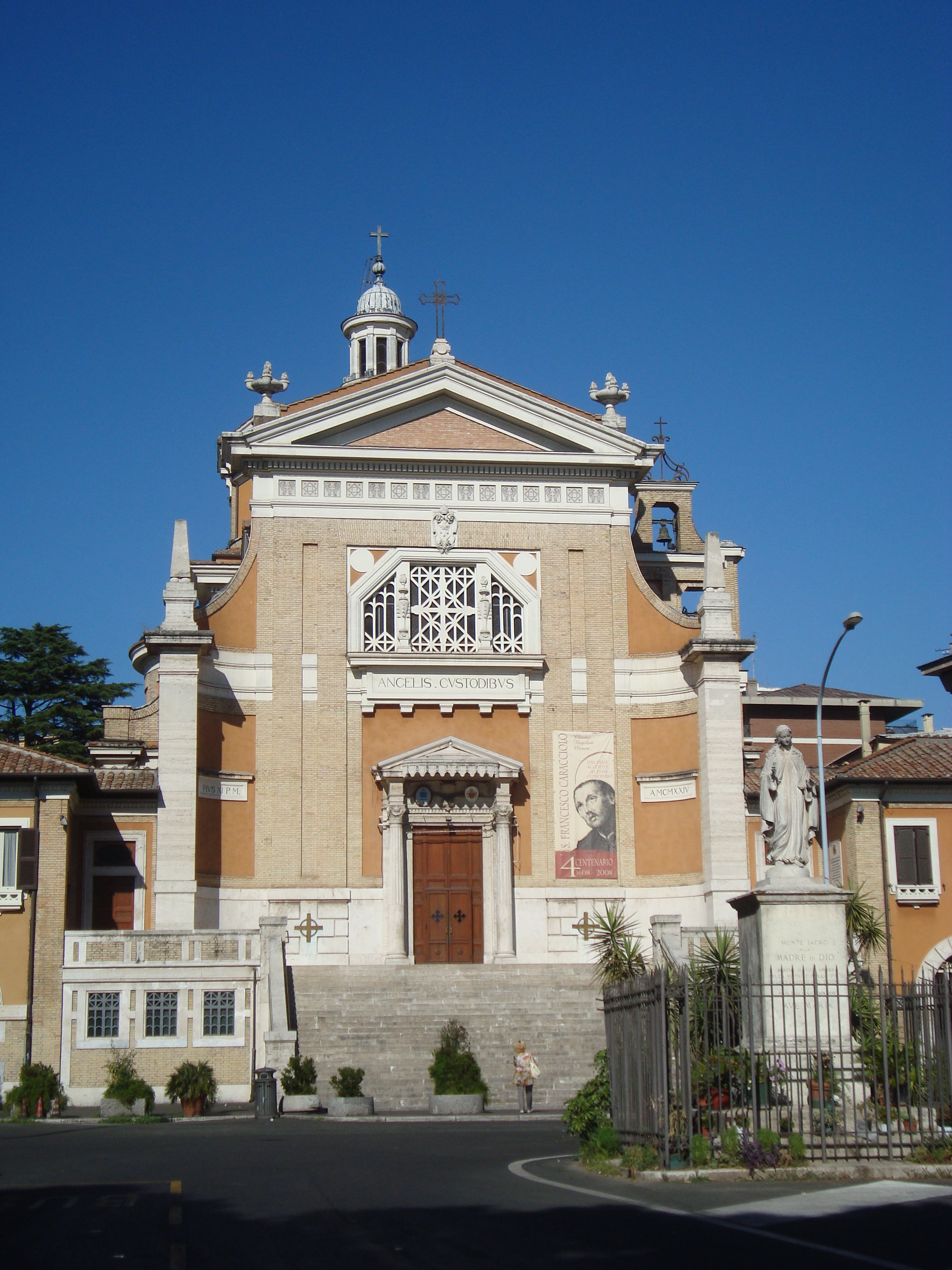
Vista da igreja.

Santi Angeli Custodi, conhecida também como Santi Angeli Custodi alla Città Giardino, é uma igreja titular de Roma localizada na Piazza Sempione, no bairro de Città Giardino Aniene do quartiere Monte Sacro. É dedicada aos Santos Anjos da Guarda e é sucessora da antiga igreja dos Santo Angelo Custode al Tritone, demolida no final da década de 1920 no rione Trevi. O cardeal-presbítero (pro hac vice) protetor da diaconia cardinalícia de Santos Anjos da Guarda na Città Giardino é Agostino Cacciavillan, presidente da Administração do Patrimônio da Sé Apostólica.

## História
Esta igreja foi construída entre 1924 e 1925 com base num projeto do arquiteto Gustavo Giovannoni e realizada pelo Consorzio Città Giardino Aniene, sucedido depois pelo Istituto Autonomo delle Case Popolari. O papa Pio XI contribuiu com a oferta de um milhão de liras. Ela é sede da paróquia homônima, instituída em 2 de outubro de 1925 pelo próprio Pio XI através da constituição apostólica "Ad culmen apostolicae" e entregue aos cuidados dos Clérigos Regulares Menores (conhecidos como "caracciolinos"), que mudaram para o convento vizinho a sua sede mundial. Porém, a principal igreja dos Clérigos Regulares Menores em Roma continua a sendo a muito mais famosa igreja de San Lorenzo in Lucina.
Em 5 de fevereiro de 1965, o papa Paulo VI, através da constituição apostólica "Quandoquidem Sacrorum Cardinalium", a elevou a sede da diaconia cardinalícia de Santos Anjos da Guarda na Città Giardino.
Em 6 de abril de 1986, a igreja foi visitada pelo papa São João Paulo II.

## Descrição
O edifício se apresenta externamente de forma monumental, com uma aparência neoclássica e uma cúpula. A fachada é dividida em duas ordens, separadas entre si pela inscrição em latim "Angelis custodibus" ("Aos anjos da guarda"). Sob o tímpano está uma grande roseta e, na ordem inferior, está o portal, emoldurado por colunas, um baldaquino e uma arquitrave.
A planta é baseada numa cruz latina dupla, ou seja, a nave conta com altares laterais. Estruturalmente, eles estão num transepto transversal mais ou menos na metade do comprimento da nave, mas cujas extremidades não se projetam além das suas paredes externas. Adiante, está o cruzeiro encimado pela grande cúpula central; os braços principais da cruz latina são ocupados por duas grandes absides na extremidade do segundo transepto. Além dele está um estreito presbitério terminado numa abside externa segmentada.
O interior é ricamente decorado. Destacam-se principalmente os afrescos da cúpula, realizados por Aronne Del Vecchio em 1962, os "Anjos em Adoração", "Arcanjo Miguel", "Arcanjo Rafael", "Santíssima Trindade" e "Paraíso dos Anjos". As capelas dedicadas a "Nossa Senhora das Mercês" e ao "Santíssimo Crucifixo" são obras de Michele De Angelis. Os pendículos do cruzeiro estão decorados com os "Quatro Evangelistas".
O altar-mor é decorado por imagens de anjos e por duas inscrições que revelam sua presença na vida dos homens: "Primi gressus hominis" ("Primeiros passos do homem") e "In transitu hominis" (No momento da morte do homem"). A peça-de-altar é uma cópia de "São Miguel Arcanjo", de Guercino, cujo original está na Basílica de São Pedro, no Vaticano.